# Gustav De Waele
Gustav De Waele (Bruxelles, 28 marzo 2008) è un attore belga.

## Biografia
Dopo aver esordito sul piccolo schermo nel 2016 nella serie francese Quotidien, ha fatto il suo debutto cinematografico nel 2022 interpretando Rémi in Close, candidato all'Oscar al miglior film in lingua straniera.

## Filmografia

### Cinema
- Close, regia di Lukas Dhont (2022)

### Televisione
- Quotidien - serie TV, 1 episodio (2016)